# مصفاة ينبع سامرف
مصفاة ينبع سامرف هي مصفاة بترول تابعة لشركة أرامكو السعودية وشركة إكسون موبيل، تقع في مدينة ينبع. بطاقة تكرير تبلغ 400 ألف برميل يومياً، (64000 م3 / يومياً).